# Porto Grande
Porto Grande, amtlich Município de Porto Grande, ist eine Kleinstadt im brasilianischen Bundesstaat Amapá in der Região Norte. Der Ort ist rund 100 km von der Hauptstadt Macapá entfernt. Die Bevölkerungszahl wurde zum 1. Juli 2018 auf 21.484 und 2024 auf 18.988 Einwohner geschätzt. Die Einwohner, die auf dem etwa 4428 km² (2016) großen Gebiet leben, werden Portograndenser (portugiesisch portograndenses) genannt. Die Bevölkerungsdichte lag 2022 bei 4 und 2017 bei 4,5 Personen pro km².

## Geographie
Die Landschaft und Biom sind vorwiegend durch Amazonischen Regenwald geprägt. Das Klima ist tropisch nach der Klimaklassifikation nach Köppen und Geiger Am/Af. Die Durchschnittstemperatur beträgt 26,5 °C. Es gibt viel Niederschlag und wenige Trockenperioden.

## Geschichte
Am 1. Mai 1992 erfolgte die Stadtgründung als selbständiges Munizip durch Ausgliederung aus dem damaligen Distrikt Ferreira Gomes der Stadt Macapá. Wirksam wurde die Gründung zum 1. Januar 1993, nachdem Elias de Freitas Trajano de Souza zum ersten Bürgermeister sowie ein Stadtrat gewählt worden waren.
2017 änderte das Instituto Brasileiro de Geografia e Estatística die Zuordnung zu geostatistischen Regionen und teilte die Gemeinde der Região geográfica imediata Oiapoque und der Região geográfica intermediária Oiapoque-Porto Grande zu.

## Stadtverwaltung
Exekutive: Bei der Kommunalwahl 2016 wurde José Maria Bessa de Oliveira, genannt Bessa, Stadtpräfekt (Bürgermeister) für die Amtszeit von 2017 bis 2020, der für den Partido Democrático Trabalhista  (PDT) angetreten war. Er wurde damit zum dritten Mal gewählt.

## Lebensstandard
Der Index der menschlichen Entwicklung für Städte, abgekürzt HDI (portugiesisch: IDH-M), lag 1991 bei dem sehr niedrigen Wert von 0,407, im Jahr 2000 bei dem als niedrig eingestuften Wert von 0,520, im Jahr 2010 bei dem mittleren Wert von 0,640.